# Mind Games
Mind Games (englisch ‚Gedankenmanipulationen‘, ‚Psychospiele‘) ist das vierte Solo-Studioalbum von John Lennon nach der Trennung der Beatles. Gleichzeitig ist es einschließlich der drei Avantgarde-Alben mit seiner Frau Yoko Ono und des Livealbums der Plastic Ono Band das insgesamt achte Album John Lennons. Es wurde am 16. November 1973 in Großbritannien und am 2. November 1973 in den USA veröffentlicht.

## Entstehungsgeschichte

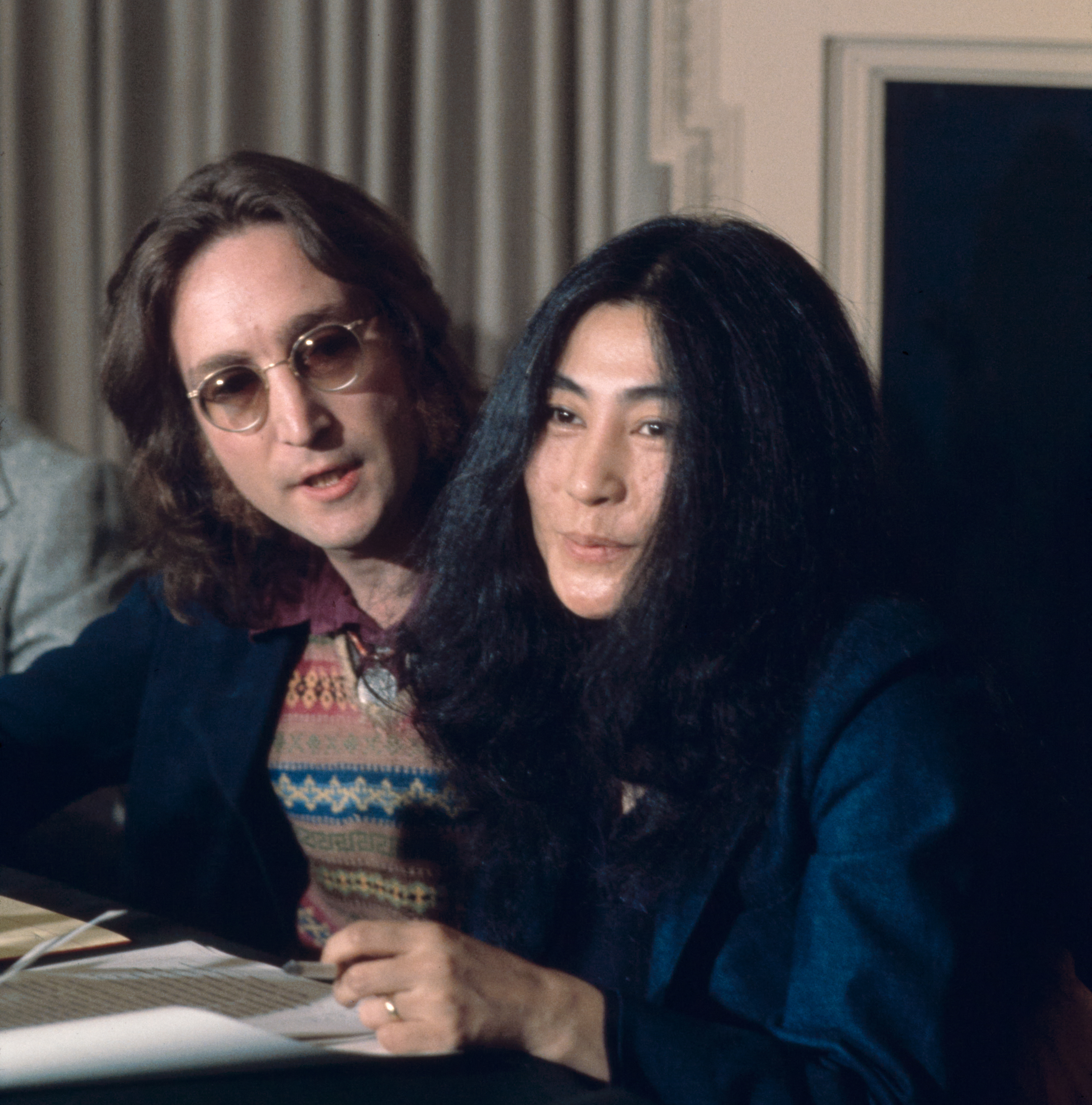
John Lennon und Yoko Ono rufen den fiktiven Staat ‚NUTOPIA‘ aus, 1. April 1973

John Lennon sagte 1973 über das Album: „Mind Games war für mich wie ein Zwischenalbum zwischen der Zeit als manischer politischer Verrückter und wieder zurück als Musiker. Es ist kein politisches oder introspektives Album.“
Im Jahr 1973 führte John Lennon seinen künstlerischen und politischen Weg des Jahres 1972 nicht fort. Politische Engagements wurden eingestellt und der Kontakt zu Jerry Rubin und David Peel sowie der Elephant’s Memory Band, der Begleitband von John Lennon und Yoko Ono, wurden nicht fortgesetzt.

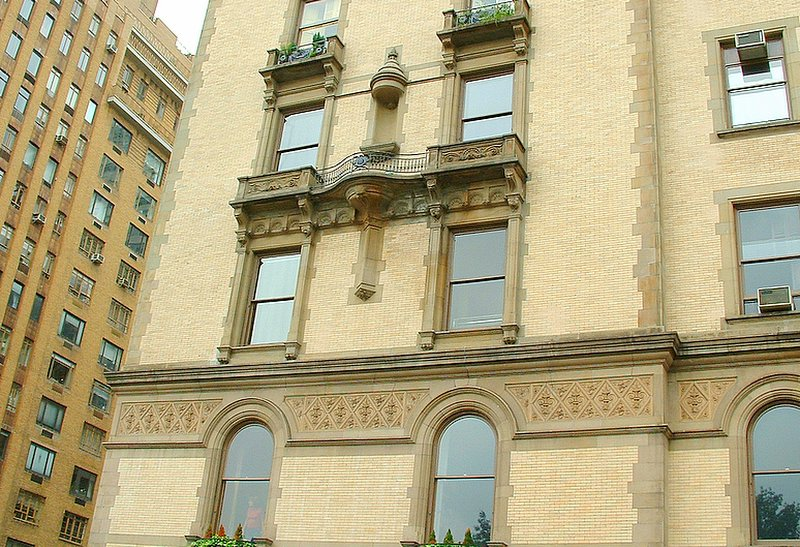
John Lennons Apartment im Dakota-Gebäude in New York

Im Mai des Jahres 1973 erfolgte auch der Umzug der Lennons in ein Appartement in dem Dakota-Building, West 72nd Street am Central Park in New York, obwohl zu diesem Zeitpunkt die Probleme mit der angedrohten Ausweisung von John Lennon aus den USA rechtlich noch nicht geklärt waren.
Erste musikalische Arbeiten von John Lennon fanden am 13. März 1973 für Aufnahmen der Lennon-Komposition I’m the Greatest statt, John Lennon spielte Klavier und übernahm den Hintergrundgesang, George Harrison spielte Gitarre, Ringo Starr sang und spielte Schlagzeug. Damit fehlte nur Paul McCartney zu einer Beatles-Reunion. Den Bass spielte bei dem Lied Klaus Voormann, die Orgel Billy Preston, das Lied wurde auf dem Ringo-Starr-Album Ringo veröffentlicht. Eine Version des Liedes bei dem John Lennon singt, wurde erstmals 1998 auf dem Album John Lennon Anthology veröffentlicht.
Ab Juni/Juli 1973 folgten Produktionsarbeiten für das Yoko Ono-Album Feeling the Space, das im November 1973 veröffentlicht wurde. Die Session-Musiker des Yoko Ono-Albums wurden auch für die Aufnahmen des John-Lennon-Albums Mind Games unter der Bezeichnung The Plastic U.F.Ono Band engagiert, so unter anderem die Studiomusiker Jim Keltner (Schlagzeug) und David Spinozza (Gitarre). John Lennon komponierte zeitnah vor dem geplanten Aufnahmetermin neue Lieder oder ergänzte ältere Kompositionen, die bisher nicht verwendet wurden.
Aufgenommen wurden die Lieder im Wesentlichen Anfang August 1973 in den Record Plant-East in New York. Die Nacharbeiten und die Abmischungen dauerten bis Mitte September. Die Produktionsarbeiten übernahm erstmals ausschließlich John Lennon, sodass auch die Zusammenarbeit mit Phil Spector vorübergehend beendet wurde. Ein weiteres gemeinsames Album von John & Yoko, wie bei dem vorigen Album Some Time in New York City sollte Mind Games nicht werden.
Während der Arbeiten an dem Album trennten sich Yoko Ono und John Lennon. Yoko bat anschließend May Pang, dessen Sekretärin und Presseagentin, John zu begleiten. Lennon und Pang hatten im so genannten „Lost Weekend“, das 18 Monate dauern sollte, eine Affäre. Am 18. September 1973 verließen beide New York für Promotionarbeiten in Los Angeles zu Mind Games.
Das Album wirkt musikalisch und textlich kommerzieller als sein Vorgänger.
Die Texte von Aisumasen (I’m Sorry)  und I Know (I Know)  sind Schuldeingeständnisse gegenüber seiner Frau Yoko Ono, während One Day (At a Time), Out the Blue  und You Are Here  Liebeslieder für sie sind.
Politische Texte sind bei Bring on the Lucie (Freeda Peeple)  und Only People  zu finden, aber in ihrer Wortwahl moderater als bei den Vorgängeralben. Bei Bring on the Lucie (Freeda Peeple) wurde ein Bezug zu Richard Nixon gesehen; diese Interpretation ist aber nicht gesichert, da er nicht namentlich erwähnt wird.
Der Text des Titelliedes basiert auf einem Buch von Robert Masters und Jean Houston. Es entstand in den drei Jahren zuvor, Arbeitstitel waren Make Love not War und später I Promise.
Intuition enthält positive und lebensbejahende Aussagen wie „It’s good to be alive“.
Meat City spiegelt teilweise Lennons Humor wider, so verwendet er die Textzeile „Chickinsuckin mothertruckin Meat City shookdown U.S.A.“ und im Mittelteil – rückwärts abgespielt – ist die Textzeile „Fuck a Pig“ zu hören. Auf der Singleversion wurde diese Botschaft durch die Textzeile „Check the Album“ ersetzt.
Tight A$ ist ein Lied im Rockabilly-Stil, das textlich nichts Konkretes behandelt.
Ein weiteres Lied der Aufnahmesessions, Rock and Roll People, wurde erst im Oktober 1986 auf dem Album Menlove Ave. veröffentlicht. Dieser Titel wurde von Johnny Winter als Coverversion für sein Album John Dawson Winter III aufgenommen und erschien im November 1974.
John Lennon sagte 1980 rückblickend auf Zeit der Veröffentlichung von Mind Games: "Als das herauskam, in den frühen siebziger Jahren, fingen alle an zu sagen, die Sechziger seien ein Witz, es bedeute nichts, diese Liebes- und Friedensaktivisten seien Idioten. [Sarkastisch] „Wir alle müssen uns der Realität stellen, böse Menschen zu sein, die böse geboren werden und alles wird lausig und verrottet sein, also boo-hoo-hoo...“ „Wir hatten Spaß in den Sechzigern“, sagten sie, „aber die anderen haben es uns weggenommen und uns alles verdorben.“ Und ich versuchte zu sagen: 'Nein, mach einfach weiter.' "

## Covergestaltung
Das Cover gestaltete John Lennon. Das Coverfoto stammt von Bob Gruen.

## Titelliste
Seite 1
1. Mind Games – 4:13
2. Tight A$ – 3:37
3. Aisumasen (I’m Sorry) – 4:44
4. One Day (At a Time) – 3:09
5. Bring on the Lucie (Freeda People) – 4:12
6. Nutopian International Anthem (John Lennon/Yoko Ono) – 0:03

Seite 2
1. Intuition – 3:08
2. Out the Blue – 3:23
3. Only People – 3:23
4. I Know (I Know) – 3:49
5. You Are Here – 4:08
6. Meat City – 2:45

## Wiederveröffentlichungen

### Wiederveröffentlichungen bis 2010
- Die Erstveröffentlichung im CD-Format erfolgte im August 1987. Der CD liegt ein achtseitiges bebildertes Begleitheft bei, das die Liedtexte beinhaltet.[16]
- Im Oktober 2002 wurde das Album in einer remasterten und neu abgemischten Version mit drei Bonusstücken (Demoversionen) wiederveröffentlicht. Die Neuabmischung erfolgte im Jahr 2002 in den Abbey Road Studios unter der Aufsicht von Yoko Ono. Der Remix-Ingenieur war Peter Cobbin. Für das Remastering war Steve Rooke verantwortlich. Projektkoordinator war Allan Rouse. Der CD liegt ein 32-seitiges bebildertes Begleitheft bei, das Information zum Album und die Liedtexte enthält. Weitere Aufnahmen waren bereits auf dem Boxset John Lennon Anthology veröffentlicht worden.[17]

Bonustitel
1. Aisumasen (I’m Sorry) (Home Version) – 3:36
2. Bring on the Lucie (Freeda Peeple) (Home Version) – 1:02
3. Meat City (Home Version) – 2:37

- Die CD-Veröffentlichung aus dem Jahr 2002 wurde von Mobile Fidelity Sound Lab (MFSL) neu gemastert und erschien im Dezember 2004 als 24-Karat vergoldete CD in einer limitierten Auflage. Der CD liegt ein 32-seitiges bebildertes Begleitheft bei, das mit der 2002er Version nahezu identisch ist.[18]
- Im Oktober 2010 wurde das Album in einer erneut remasterten Version, diesmal in der originalen Abmischung wiederveröffentlicht. Das Remastering fand im Jahr 2010 in den Abbey Road Studios durch Paul Hicks und Sean Magee statt. Projektkoordinator war Allan Rouse. Das Album hat ein aufklappbares Pappcover, dem ein zwölfseitiges bebildertes Begleitheft beigelegt ist, das Informationen zum Album und die Liedtexte beinhaltet. Das Design stammt von der Firma Peacock und Karla Merrifield.[19]

### 2024er Wiederveröffentlichung
Am 12. Juli 2024 erschien die bisher inhaltlich umfangreichste Wiederveröffentlichung der Mind Games-Aufnahmen. Die Lieder des Albums wurden von Paul Hicks in den The Hix Factory Studios neu abgemischt. Darüber hinaus wurde auch eine 5.1-Abmischung hergestellt. Die Dolby-Atmos-Abmischung erfolgte von Sam Gannon in den REVLB und den Abbey Road Studios.
Das Mastering des Vinyl-Doppelalbums und der CDs erfolgte von Alex Wharton ebenfalls in den Abbey Road Studios. Das Mastering der 5.1 Abmischungen erfolgte von Paul Hicks in den The Hix Factory Studios, das Mastering der Dolby Atmos-Abmischung erfolgte von Sam Gannon in REVLB. Das Design der Wiederveröffentlichung erfolgte von Simon Hilton und Darren Evans. Für die Überwachung bzw. Produktion der Wiederveröffentlichung war Sean Lennon verantwortlich.

#### Vorabveröffentlichungen
- Am 20. April 2024 erschien anlässlich des Record Store Day die 12"-Vinyl-EP Mind Games im schwarzen[21] und im Glow In The Dark-Vinyl.[22] Diese EP enthält folgende vier Lieder:

1. Mind Games (Ultimate Mix)
2. I’m The Greatest (Ultimate Mix)
3. Aisumasen (I’m Sorry) (Ultimate Mix)
4. You Are Here (Outtake, Take 5)

- Im Vorwege erschien in Großbritannien eine Promotion CD im Uncut Magazin mit folgenden neun Liedern:[23]

1. Mind Games (Evolution Documentary)
2. I’m the Greatest (Ultimate Mix)
3. Aisumasen (I’m Sorry) (Ultimate Mix)
4. You Are Here (Outtake, Take 5)
5. Tight A$ (Raw Studio Mix)
6. Bring On the Lucie (Freeda People) (Elemental Mix)
7. You Are Here (Elements Mix)
8. Out The Blue (Elemental Mix)
9. Meat City (Evolution Documentary)

#### Doppel-CD
Die CDs sind in einem auf zwei Seiten aufklappbaren Pappcover eingelegt. Der CD ist ein 20-seitiges Begleitheft beigelegt, das Informationen zum Album, Fotos und die Liedtexte beinhaltet. Der Doppel-CD ist ein zweifach aufklappbares Miniposter sowie eine Identity Card für Citizen of Nutopia beigelegt. Die Doppel-CD, das Begleitheft sowie das Poster und die Identity Card befinden sich in einem Pappschuber.
- CD 1 – siehe  Titelliste
- CD 2

1. Mind Games (Take 7) – 4:23
2. Tight A$ (Take 6) – 2:08
3. Aisumasen (I’m Sorry) (Take 2) – 4:40
4. One Day (At a Time) (Take 18) – 3:15
5. Bring on the Lucie (Freeda People) (Take 15) – 4:30
6. Nutopian International Anthem (John Lennon/Yoko Ono) (Take 1) – 1:47
7. Intuition (Take 12) – 3:31
8. Out the Blue (Take 15) – 3:03
9. Only People (Take 12) – 3:32
10. I Know (I Know) (Take 22) – 3:42
11. You Are Here (Take 5) – 10:54
12. Meat City (Take 16) – 6:03

#### Vinyl-Doppelalbum
Das Vinyl-Doppelalbum wurde auf schwarzem Vinyl gepresst, es enthält ein zweifach aufklappbares Poster, eine Identity Card für Citizen of Nutopia sowie ein achtseitiges Begleitheft. Während die erste Innenhülle der Originalinnenhülle nachempfunden ist, steht auf der zweiten Innenhülle MIND GAMES, auf der Rückseite ist schemenhaft John Lennon Gesicht abgebildet-im Hintergrund sind Liedtexte des Albums abgedruckt. Das Schallplattencover ist aufklappbar.
| Seite 1 1. Mind Games 2. Tight A$ 3. Aisumasen (I’m Sorry) 4. One Day (At a Time) 5. Bring on the Lucie (Freeda People) 6. Nutopian International Anthem | Seite 2 1. Intuition 2. Out the Blue 3. Only People 4. I Know (I Know) 5. You Are Here 6. Meat City |

| Seite 3 1. Mind Games (Take 7) 2. Tight A$ (Take 6) 3. Aisumasen (I’m Sorry) (Take 2) 4. One Day (At a Time) (Take 18) 5. Bring on the Lucie (Freeda People) (Take 15) 6. Nutopian International Anthem (John Lennon/Yoko Ono) (Take 1) | Seite 4 1. Intuition (Take 12) 2. Out the Blue (Take 15) 3. Only People (Take 12) 4. I Know (I Know) (Take 22) 5. You Are Here (Take 5) 6. Meat City (Take 16) |

#### Box-Set
Das Box-Set beinhaltet sechs CDs, zwei Blu-Ray Discs und ein 136-seitiges Hardcoverbuch. Die sechs CDs sind in einem zweifach aufklappbaren Pappcover eingelegt. Die beiden Blu-Rays sind in einem einfach aufklappbaren Pappcover eingelegt. Das Buch und die beiden Pappcover, sowie das zweifach aufklappbare-Poster und zwei Postkarten und eine Identity Card für Citizen of Nutopia befinden sich in einem (24,4 cm × 25 cm) Pappschuber. Das Buch enthält neben Fotos, die während der Entstehung des Albums entstanden sind, umfangreiche Informationen zu den Aufnahmen und der Entstehung des Albums sowie über die einzelnen Lieder. Der Inhalt der sechs CDs befindet sich ebenfalls auf den beiden Blu-ray Discs im High Definition 24-96 Format, die zusätzlich noch die 5.1-Abmischungen und die Dolby Digital & Dolby Atmos-Abmischungen beinhalten.
Die Box enthält, versteckt und nicht ohne weiteres ansteuerbar, folgende nicht erwähnte Bonuslieder:
1. I’m The Greatest (Ultimate Mix)
2. You Are Here (Take 4)
3. Mellotron Magic (Elements Mix)
4. I’m The Greatest (Evolution Documentary)
5. Rock and Roll People (Ultimate Mix)
6. Meat City (Single Mix)
7. Matchbox/That’s All Right/Heartbreak Hotel

- CD 1 – THE ULTIMATE MIXES
- CD 2 – THE ELEMENTAL MIXES

Einfachere Arrangements, die sich in Richtung Akustik bewegen, mit John Lennons Stimme im Vordergrund und ohne Schlagzeug.
- CD 3 – THE ELEMENTS MIXES

Diese Abmischungen reduzieren die Songs auf die minimal mögliche Anzahl von Instrumenten, es sind höchstens drei Instrumente gleichzeitig zu hören.
- CD 4 – THE EVOLUTION DOCUMENTARY

Diese Abmischungen zeigen die Entwicklung der Songs vom allerersten Demo-Zustand bis zum vollständig ausgeformten Master-Take. Editiert von den originalen 16-Spur-Mehrspurbändern, Demokassetten und anderen Quellbändern.
- CD 5 – THE RAW STUDIO MIXES

Die Songs wurden nur mit minimalen Effekten abgemischt.
- CD 6 – THE OUT-TAKES

Alternative Aufnahmen.

#### Super-Deluxe-Edition
Der gesamte Inhalt der Super-Deluxe-Edition befindet sich in einem 13-Zoll-Würfel, einer Plexiglas-Reproduktion von Yoko Onos Kunstwerk "Danger Box" aus dem Jahr 1966. Der Inhalt besteht aus neun einzelnen Schachteln in verschiedenen Formen und Größen, die miteinander verzahnt sind. Sean Lennon und Simon Hilton gewannen 2025 für die Verpackung den Grammy Award for Best Boxed or Special Limited Edition Package. Der Inhalt besteht aus folgenden Elementen:
- Box-Set (6 CDs, 2 Blu-rays)
- 7 Langspielplatten in vier Aufklapp-Hüllen mit dem gesamten Inhalt der sechs CDs
- zwei Zoetrope-Vinyl-LPs, die Ultimate Mixes + Outtakes enthalten
- Hologramm-gravierte Bilderscheibe
- 288-seitige Thames & Hudson-Buch
- Citizen of Nutopia-Box (verschiedene Erinnerungsstücke)
- "You Are Here"-Box (12-Zoll-Leinwandreproduktion von John Lennons Kunstwerk You Are Here, 1968)
- I-Ching-Box (drei John & Yoko I-Ching-Münzen, eine ultraviolette Taschenlampe und ein Magnet)
- Puzzle-Tiles-Box

#### Streaming Version
Anfang August 2024 wurde das 12 Track Album Mind Games um die Lieder I’m The Greatest und Rock and Roll People im Streaming-Format erweitert.

## Single-Auskopplung

### Mind Games
Als Single wurde am 16. November 1973 in Großbritannien und Deutschland und am 29. Oktober 1973 in den USA Mind Games / Meat City aus dem Album ausgekoppelt.
Die Promotionsingle wurde in den USA wie folgt veröffentlicht: auf der A-Seite befindet sich die Monoversion und auf der B-Seite die Stereoversion der A-Seite der Kaufsingle.

### Bring on the Lucie (Freeda People)

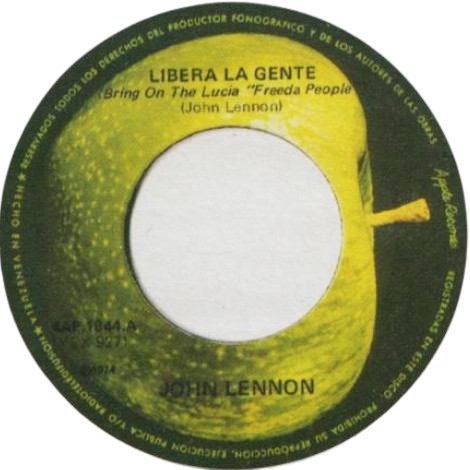
Singlelabel von Bring on the Lucie (Freeda People)

In Venezuela wurde im Jahr 1974 noch die Single Bring on the Lucie (Freeda People) / You Are Here veröffentlicht.

## Chartplatzierungen
Album

| Jahr | Titel                               | Höchstplatzierung, Gesamtwochen, AuszeichnungChartplatzierungen (Jahr, Titel, Platzierungen, Wochen, Auszeichnungen, Anmerkungen) | Höchstplatzierung, Gesamtwochen, AuszeichnungChartplatzierungen (Jahr, Titel, Platzierungen, Wochen, Auszeichnungen, Anmerkungen) | Höchstplatzierung, Gesamtwochen, AuszeichnungChartplatzierungen (Jahr, Titel, Platzierungen, Wochen, Auszeichnungen, Anmerkungen) | Höchstplatzierung, Gesamtwochen, AuszeichnungChartplatzierungen (Jahr, Titel, Platzierungen, Wochen, Auszeichnungen, Anmerkungen) | Höchstplatzierung, Gesamtwochen, AuszeichnungChartplatzierungen (Jahr, Titel, Platzierungen, Wochen, Auszeichnungen, Anmerkungen) | Anmerkungen                                                     |
| Jahr | Titel                               | DE | AT | CH | UK | US | Anmerkungen                                                     |
| ---- | ----------------------------------- | --- | --- | --- | --- | --- | --------------------------------------------------------------- |
| 1973 | Mind Games                          | — | — | — | UK13 Gold · (12 Wo.)UK | US9 Gold · (31 Wo.)US | mit der Plastic Ono Band Erstveröffentlichung: 29. Oktober 1973 |
| 2024 | Mind Games (Wiederveröffentlichung) | DE6 (2 Wo.)DE | AT7 (1 Wo.)AT | CH22 (1 Wo.)CH | UK39 (1 Wo.)UK | — | Erstveröffentlichung: 12. Juli 2024                             |

grau schraffiert: keine Chartdaten aus diesem Jahr verfügbar
Singles

| Jahr | Titel      | Höchstplatzierung, Gesamtwochen, AuszeichnungChartplatzierungen (Jahr, Titel, , Platzierungen, Wochen, Auszeichnungen, Anmerkungen) | Höchstplatzierung, Gesamtwochen, AuszeichnungChartplatzierungen (Jahr, Titel, , Platzierungen, Wochen, Auszeichnungen, Anmerkungen) | Höchstplatzierung, Gesamtwochen, AuszeichnungChartplatzierungen (Jahr, Titel, , Platzierungen, Wochen, Auszeichnungen, Anmerkungen) | Höchstplatzierung, Gesamtwochen, AuszeichnungChartplatzierungen (Jahr, Titel, , Platzierungen, Wochen, Auszeichnungen, Anmerkungen) | Höchstplatzierung, Gesamtwochen, AuszeichnungChartplatzierungen (Jahr, Titel, , Platzierungen, Wochen, Auszeichnungen, Anmerkungen) | Anmerkungen                            |
| Jahr | Titel      | DE | AT | CH | UK | US | Anmerkungen                            |
| ---- | ---------- | --- | --- | --- | --- | --- | -------------------------------------- |
| 1973 | Mind Games | DE37 (3 Wo.)DE | — | — | UK26 (9 Wo.)UK | US18 (13 Wo.)US | Erstveröffentlichung: 29. Oktober 1973 |

## Verkaufszahlen und Auszeichnungen
| Land/Region                  | Auszeichnungen für Musikverkäufe (Land/Region, Auszeichnung, Verkäufe) | Verkäufe  |
| ---------------------------- | ---------------------------------------------------------------------- | --------- |
| Vereinigte Staaten (RIAA)    | Gold                                                                   | 500.000   |
| Vereinigtes Königreich (BPI) | Gold                                                                   | 1.000.000 |
| Insgesamt                    | 2× Gold ·                                                              | 1.500.000 |

Hauptartikel: John Lennon/Auszeichnungen für Musikverkäufe

## Nutopia

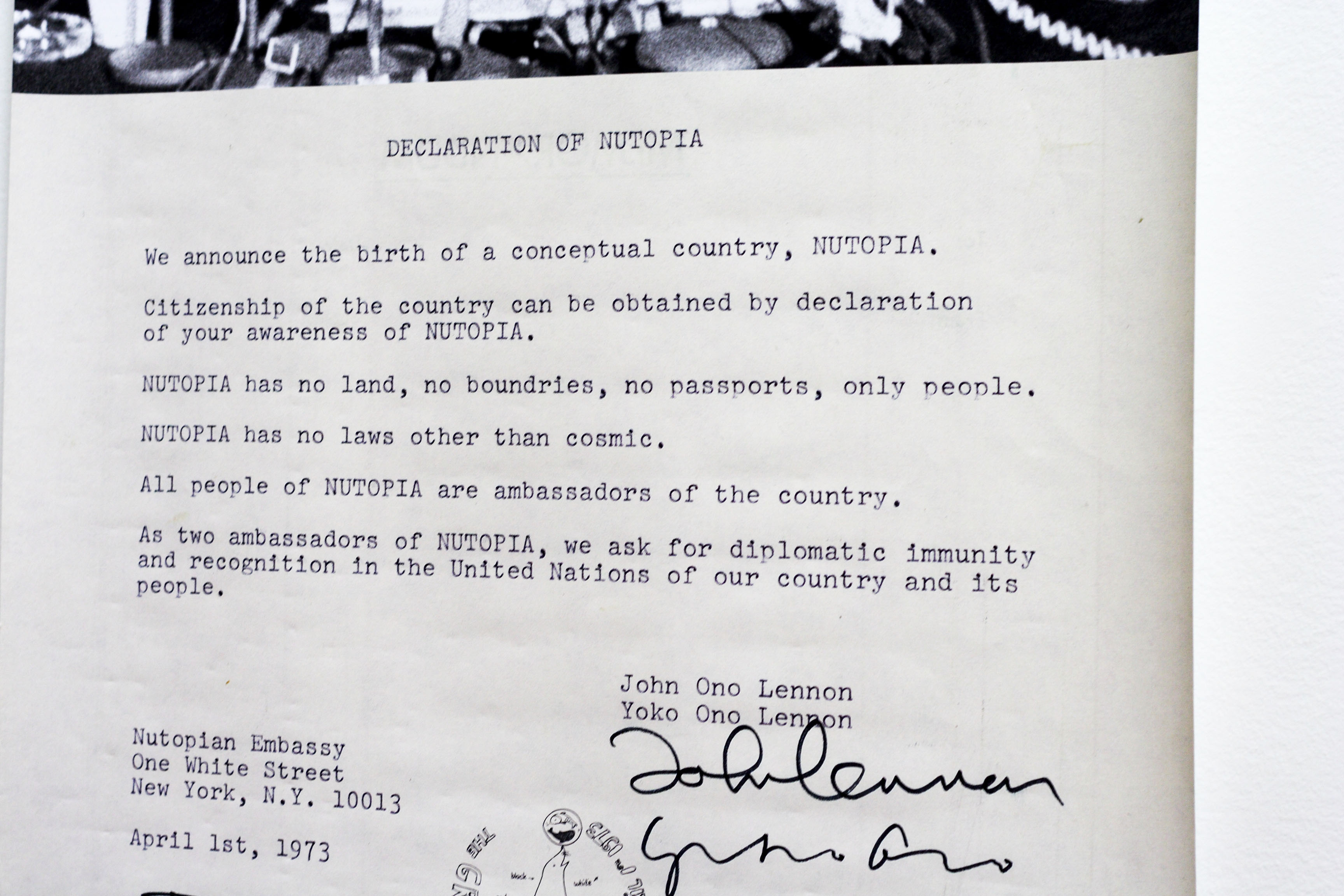
Dokument der Ausrufung des fiktiven Staats ‚NUTOPIA‘, 1. April 1973

Am 1. April 1973 riefen Lennon und Ono den Staat Nutopia aus. Bei Nutopia handelt es sich um ein fiktives Land, das kein Staatsgebiet, keine Grenzen und keine Pässe besitzt. Die Hymne ist nicht national, sondern international und besteht aus drei Sekunden Stille, die auf der LP als Nutopian International Anthem zu hören sind. In Nutopia gelten keine Gesetze außer den kosmischen. Alle Bewohner Nutopias sind zugleich auch Botschafter des Landes. Die Flagge von Nutopia ist ein weißes Stofftaschentuch. Das Siegel von Nutopia ist die Abbildung einer Robbe, wobei es sich hier um ein für Lennon typisches Wortspiel handelt, denn das englische Wort seal kann ‚Siegel‘ oder auch ‚Robbe‘ bedeuten. Lennon und Ono ließen an ihrem Appartement im Dakota-Building eine gravierte Platte mit der Aufschrift „Nutopian Embassy“ (‚Botschaft von Nutopia‘) anbringen.

## Mind Games Meditation Mixes

### Entstehung
Um das Album Mind Games Meditation Mixes zu erstellen, wurden verschiedene Soundtechniken und -prozesse mit der ursprünglichen Zwei-Zoll-Mehrspuraufnahme von dem Lied Mind Games verwendet und in einigen Fällen mit zusätzlicher Instrumentierung von Sean Lennon, ergänzt. Sie wurden von Sam Gannon abgemischt und bearbeitet, wobei die zusätzlichen Aufnahmen von Scott Holingsworth aufgenommen wurden.
Jeder der neun Mixe veränderte Mind Games, es wurde verlangsamt und auf 5 bis zu 23 Minuten erweitert. Vier der Mixe werden als binaurale Versionen präsentiert, die sich jeweils auf verschiedene Arten von Gehirnwellen konzentrieren sollen: Beta, Delta, Gamma und Theta.
Diese Tracks mit den Titeln "Mind", "Space", "Spirit" und "Love" sollen einen Binauralen Beat enthalten.
Mind Games Meditation Mixes debütierte im Mai exklusiv in der Lumenate-App. Jeder der neun Meditations-Mixe wurde mit einer Lichtsequenz gepaart. Die Lumenate-App verwendet die Taschenlampe auf der Rückseite des Smartphones.
Sean Lennon schrieb 2024 dazu: „Man könnte sagen, dass Meditation das ultimative Gedankenspiel ist. Diese sehr abstrakten Interpretationen werden Euch hoffentlich dabei helfen, euer "Innerverse" zu erkunden. Ich war sowohl begeistert als auch überrascht, als UMG sagte, dass sie eine Vinyl-Edition machen wollten. Dieser Teil des Mind Games-Projekts hat sich spontan entwickelt und fühlt sich an, als wäre er mit genau der richtigen Menge an guter Stimmung und Feenstaub bestreut. (Die Wirkung kann variieren).“
Seite 6 des Albums enthält neun 1,8-Sekunden-Mantras, die kontinuierlich in den auslaufenden Rillen des Vinyls abgespielt werden, um Endlosschleifen zu erzeugen. Diese sind nicht über Streaming-Plattformen abrufbar.
Das Stereomastering des Albums wurde in den Abbey Road Studios hergestellt und stammt von Alex Wharton. Die Vinyl-Version des Albums ist limitiert. Das Dolby Atmos Mastering für das Streaming fertigte Sam Gannon bei REVL8 an.
Die Veröffentlichung des 3-fach-Vinyl-Albums erfolgte am 11. Oktober 2024, zwei Tage nach dem Geburtstag von John und Sean Lennon.

### Covergestaltung
Das Cover stammt von Liz Hirsch.
Das Vinyl wurde auf 3 × 180 Gramm glasklarem Vinyl gepresst und in einer dreifachen aufklappbaren-Spiegelkartonhülle verpackt.

### Titelliste
LP 1
Seite Eins
1. MIND (Binaural Gamma Waves 100Hz) – 10:02
2. MAGIC – 10:58
Seite Zwei
3. SPACE (8Hz Theta Binaural) – 5:42
4. SEED – 5:59
5. YES – 6:03
LP 2
Seite Drei
6. SPIRIT (15Hz Beta Binaural) – 5:36
7. LOVE (5Hz Delta Binaural) – 12:32
Seite Vier
8. SURRENDER – 23:41
LP 3
Seite Fünf
9. PEACE – 23:55
Seite Sechs
1. MANTRA ONE – 0:018
2. MANTRA TWO – 0:018
3. MANTRA THREE – 0:018
4. MANTRA FOUR – 0:018
5. MANTRA FIVE – 0:018
6. MANTRA SIX – 0:018
7. MANTAR SEVEN – 0:018
8. MANTRA 8 – 0:018
9. MANTRA 9 – 0:018